# Hornslet (plaats)
Hornslet is een plaats in de Deense regio Midden-Jutland, gemeente Syddjurs, en telt 5147 inwoners (2007).
Hornslet was tot 2007 de hoofdplaats van de voormalige gemeente Rosenholm. Net buiten het centrum van Hornslet ligt het Rosenholm Slot.
- Library of Congress Control Number: n78040597
- Nationale Bibliotheek van Israël: 987007545645005171
- Virtual International Authority File: 131327924
- WorldCat: E39PBJfRBcgB36RqBkRpRW8wG3